# Дёбрис
Дёбрис (нем. Döbris) — деревня в Германии, в земле Саксония-Анхальт. Входит в состав города Цайц района Бургенланд. 
Население составляет 71 человек (на 31 декабря 2006 года). Занимает площадь 8,91 км².
До 30 июня 2009 года имела статус общины (коммуны). 1 июля 2009 года вошла в состав города Цайц. Последним бургомистром был Роланд Мойхе.